# Фоер, Джонатан Сафран
Джонатан Сафран Фоер (англ. Jonathan Safran Foer; 21 февраля 1977, Вашингтон) — американский писатель.

## Биография
Джонатан родился в Вашингтоне в 1977 году в еврейской семье.
Закончил Принстон, где его заметила Джойс Кэрол Оутс. Сменил несколько занятий. Опубликовал ряд рассказов в «Нью-Йорк Таймс», «Нью-Йоркере» и др. Составил антологию поэзии и прозы, вдохновленной произведениями Джозефа Корнелла «Совпадение птиц» (2001). По заказу Берлинской государственной оперы сочинил либретто оперы «Seven Attempted Escapes From Silence», музыку которой написали 7 композиторов разных стран, музыкальный консультант Изабель Мундри (2005).
Живёт в Бруклине, (Нью-Йорк). В 2004 году женился на писательнице Николь Краусс, у них есть двое детей Саша и Сай. В 2014 году Николь и Джонатан официально развелись.

## Книги
- 2002 — «Полная иллюминация» (англ. Everything is Illuminated, экранизирован в 2005 году Левом Шрайбером, в российском прокате фильм выходил под названиями «И всё осветилось» или «Всё освещено»).
- 2005 — «Жутко громко и запредельно близко» (англ. Extremely Loud and Incredibly Close, права на экранизацию куплены фирмой «Уорнер Бразерс», одноимённый фильм в постановке Стивена Долдри вышел в 2012 году[3].
- 2009 — «Поедание животных, или Мясо. Eating Animals» (англ. Eating Animals)[4].
- 2010 — «Дерево кодов» (роман-гипертекст, по мотивам Бруно Шульца, см.: )
- 2016 — «Вот я» (роман)
- 2019 —  «Погода — это мы» (англ. We are the Weather: Saving the Planet Begins at Breakfast)

## Признание
«Полная иллюминация», рассказывает о путешествии литературного двойника самого автора в украинскую глубинку в поисках своих еврейских корней, где события изложены от первого лица молодым одесситом на странном языке (выученный в университете английский с "книжными" излишествами, неправильным с точки зрения "native speaker" словоупотреблением и пр. несуразностями). За эту книгу молодого автора удостоили награды от издательства Guardian и премии «Национальная Еврейская Книга». Первый роман Фоера связан с событиями Холокоста, второй — с 11 сентября. Оба они получили высокую оценку критики и известных писателей — Салмана Рушди, Джона Апдайка, Синтии Озик, Изабель Альенде, удостоены нескольких премий, переведены на европейские языки.

## Публикации на русском языке
- Полная иллюминация / Пер. Вас. Арканова. М.: Эксмо, 2005
- Жутко громко и запредельно близко / Пер. Вас. Арканова. М.: Эксмо, 2007
- Мясо. Eating Animals / Пер. Е. Зайцевой. М.: Эксмо, 2011 ()
- Вот я / Пер. Н. Мезина. М.:: Эксмо, 2018 ()
- Погода — это мы / Пер. М. Нуянзиной. М.: Эксмо, 2020 ()